# Angelroda
Angelroda é uma vila e antigo município da Alemanha localizado no distrito de Ilm-Kreis, estado da Turíngia. Pertencia ao Verwaltungsgemeinschaft de Geratal. Desde dezembro de 2019, forma parte do município de Martinroda.